# Lista de primeiros-ministros de Trindade e Tobago
Esta é a lista dos primeiros-ministros de Trindade e Tobago após 1956. O primeiro-ministro é o chefe de governo de Trindade e Tobago.
| Nº  | Nome                             | Imagem | Início do mandato      | Fim do mandato         |
| --- | -------------------------------- | ------ | ---------------------- | ---------------------- |
| 1   | Eric Eustace Williams            |        | 10 de novembro de 1956 | 29 de março de 1981    |
| 2   | George Michael Chambers          |        | 30 de março de 1981    | 18 de dezembro de 1986 |
| 3   | Arthur Napoleon Raymond Robinson |        | 19 de dezembro de 1986 | 17 de dezembro de 1991 |
| 4   | Patrick Augustus Manning         |        | 17 de dezembro de 1991 | 9 de novembro de 1995  |
| 5   | Basdeo Panday                    |        | 10 de novembro de 1995 | 24 de dezembro de 2001 |
| 6   | Patrick Augustus Manning         |        | 24 de dezembro de 2001 | 26 de maio de 2010     |
| 7   | Kamla Persad-Bissessar           |        | 26 de maio de 2010     | 9 de setembro de 2015  |
| 8   | Keith Rowley                     |        | 9 de setembro de 2015  | 17 de março de 2025    |
| 9   | Stuart Young                     |        | 17 de março de 2025    | 1 de maio de 2025      |
| (7) | Kamla Persad-Bissessar           |        | 1 de maio de 2025      | Presente               |